# 小行星7344
小行星7344（英語：7344 Summerfield）是一颗围绕太阳公转的小行星。1992年6月4日，卡罗琳·舒梅克、大衛·李維在帕洛马山发现了此天体。
这颗小行星的绝对星等为17.92720214936269等。